# Villa aquila
Villa aquila är en tvåvingeart som beskrevs av Hall 1976. Villa aquila ingår i släktet Villa och familjen svävflugor. Inga underarter finns listade i Catalogue of Life.